# Герасимчук Марина Павлівна
Мари́на Па́влівна Герасимчу́к — сержант Збройних Сил України, учасниця російсько-української війни, яка загинула під час російського вторгнення в Україну.

## Життєпис
У 2017 році підписала контракт зі Збройними Силами України та захищала Україну на Сході.
Під час російського вторгнення в Україну в 2022 році була сержантом, старшим бойовим медиком роти вогневої підтримки. Загинула 11 червня 2022 року в Попаснянському районі на Луганщині під час евакуації поранених у віці 34 років.
Похована в с. Драбове-Барятинське, Золотоніський район, Черкаська область.

## Нагороди
- орден «За мужність» III ступеня (2022) (посмертно) — за особисту мужність і самовіддані дії, виявлені у захисті державного суверенітету та територіальної цілісності України, вірність військовій присязі.[3]